# De Sneeker Oudvaart
De Sneeker Oudvaart was een waterschap in de gemeenten Idaarderadeel, Rauwerderhem, Sneek en Wymbritseradeel in de Nederlandse provincie Friesland.
Het waterschap werd opgericht in 1916 als een samenvoeging van de waterschappen De Groenedijk c.a., De Heerenborg c.a. en Het Irnsumerveld, die ieder te klein waren voor het goed onderhouden van de dijken, vaarwegen en de regulering van de waterstanden. Door diverse ruilverkavelingen varieerde de oppervlakte van het waterschap tussen de 5000 en 5200 ha. Het gebied van het voormalige waterschap maakt sinds 2004 deel uit van het Wetterskip Fryslân.